# Мирзалиев, Эмиль Рафиг оглы
Эмиль Мирзалиев (род. 16 декабря 1997 года, Сумгаит, Республика Азербайджан) — азербайджанский боец смешанных боевых искусств. Выступает под эгидой WCFF. 

## Карьера
Родился 12 декабря 1997 года в городе Сумгаит. В 12 лет начал посещать секцию смешанных единоборств. В 13 лет начал заниматься боевым самбо. Стал чемпионом города.  
В 14 лет занял 1 место в первенстве Азербайджан по ММА. 
В 16 лет провёл первый профессиональный бой. 
Участвовал во многих чемпионатах Азербайджана. 
В 2014 году на чемпионате мира по ММА во Львове провёл 4 боя. В финале по очкам уступил итальянцу, и стал вторым. 
В июне 2015 года в Одессе выиграл чемпионат мира по казацкому двоеборью. 
В 2015 году принимал участие в трёх первенствах по ММА и во всех поднимался на пьедестал: 
- чемпионат мира по ММА — 1 место (2015)
- чемпионат мира по ММА — 1 место (2017)
- кубок мира среди клубов — 1 место (2015)
- Чемпионат Европы по ММА — 1 место (2016)
- чемпионат Евразия по Кэмпо — 1 место (2015)

В 2016 году переехал в Россию и продолжил подготовку в Астрахани.  
15 апреля 2016 года на чемпионате Европы по ММА по версии WCFF, прошедшем в Харькове, занял первое место в весовой категории свыше 75 кг.
В 2017 году стал чемпионом мира по ММА на соревнованиях, которые проходили в городе Одесса, и получил мастера спорта по ММА. 
2 июня 2018 года стал обладателем пояса организации WCFF победив соперника с Украины Евгения Муровлеца на 40 секунде первого тайма добиванием. 
В 2019 году выступил в Грузии в профессиональном бою и стал обладателем пояса PRIDE.
Учился в Астраханском филиале Саратовской государственной юридической академии.
Тренерами Мирзалиева являлись Рашад Ягубов, Орхан Гусейнов, тренер сборной Азербайджана по шаоулинь и санда Рухи Гусейнов. 
Шестикратный чемпион Азербайджана по смешанным боевым искусствам. Пятикратный чемпион Азербайджана по кэмпо фристайл. Чемпион Азербайджана по грэпплингу. Чемпион Азербайджана и победитель открытого чемпионата Баку по бразильскому джиу-джитсу. Призёр Кубка Кавказа по MMA, Универсального боя, Чемпионата мира 2014 и 2015 годов по MMA и по санда. Чемпион Кубка Мира среди клубов по MMA. Чемпион Евразии по кемпо фристайлу и призёр кубка мира по Будо 2015 года. 
Являлся членом молодёжной сборной Азербайджана по MMA.
Член сборной Азербайджана по MMA. 

## Семья
Два деда и дядя Мирзалиева играли в футбол на профессиональном уровне.